# Барыков, Николай Всеволодович
Николай Всеволодович Барыков (21 сентября 1900, Кострома — 1967, Москва) — советский конструктор танков.

## Биография
Родился 21 сентября 1900 года в Костроме, в семье столбовых дворян.
В 1927 году окончил инженерный факультет Военно-воздушной академии им. Жуковского и был направлен для получения практической подготовки в 22-ю авиационную эскадрилью, а затем попал на ленинградский завод «Большевик» инженером по испытанию авиамоторов.
В 1929 году был назначен начальником авиамоторного отдела и заместителем начальника танкового (машиностроительного) отдела завода «Большевик». В 1930 возглавил Опытный конструкторско-машиностроительный отдел (ОКМО) ленинградского завода «Большевик» (затем завод № 174 имени К. Е. Ворошилова).
В марте 1930 года в Советский Союз прибыла из Германии группа инженеров во главе с Эдвардом Гротте. На ленинградском заводе «Большевик» из них сформировали конструкторское бюро АВО-5, в состав которого и вошла эта группа. Помимо немецких, в группу вошли и молодые советские инженеры, в частности и Барыков, ставший заместителем Гротте. После постройки в августе 1931 года танка ТГ-1 и его испытаний, от дальнейших услуг Гротте и немецких инженеров по ряду причин отказались. АВО-5 было реорганизовано, и его возглавил Н. В. Барыков. В состав КБ вошли также конструкторы М. П. Зигель, Б. А. Андрыхевич, А. Б. Гаккель, Я. В. Обухов и другие.
С сентября 1933 по август 1940 — директор завода № 185 опытного машиностроения им. Кирова в Ленинграде, где руководил разработкой боевых бронированных машин и изготовлением опытных образцов. Принимал непосредственное участие в создании танков Т-28, Т-34, Т-35, Т-100.
С августа 1940 по сентябрь 1941 возглавлял 8-й Государственный проектный институт в Ленинграде.

Выдающуюся роль в создании опытных образцов бронетанковой техники тех лет сыграл Н. В. Барыков. Будучи руководителем опытно-конструкторской организации, он непосредственно участвовал в создании танков Т-28, Т-35, Т-46, Т-50 и Т-100— П. А. Ротмистров. Время и танки
В годы Великой Отечественной войны занимал руководящие должности по линии инженерно-танковой службы. В 1943 году присвоено воинское звание «генерал-майор инженерно-танковой службы».
С 1955 по 1964 возглавлял Научно-исследовательский испытательный бронетанковый полигон в Кубинке. При нём на полигоне начинались и проводились НИР по ракетному вооружению танка, ПТУР, системам стабилизации основного вооружения, приборам ночного видения, защите от обычных противотанковых средств и от оружия массового поражения (ОМП) и многим другим темам.
После ухода в 1965 году на пенсию — работал в Техническом управлении миноборонпрома.
Умер в 1967 году, похоронен на территории Первого Московского (Донского) крематория.

## Награды и звания
- Награждён двумя орденами Ленина, Красного Знамени, орденами Отечественной войны I степени, Трудового Красного Знамени, «Знак Почёта» и медалями.
- Генерал-майор инженерно-танковой службы (24 декабря 1943).